# José Enrique Rodó
José Enrique Camilo Rodó Piñeyro (født 15. juli 1871 i Montevideo, Uruguay, død 1. maj 1917 i Palermo, Italien) var en Uruguaysk forfatter og essayist. 

## Udvalgte værker
- La novela nueva (1897)
- El que vendrá (1897)
- Rubén Darío (1899)
- Ariel (Montevideo: Dornaleche y Reyes, 1900)
- Liberalismo y Jacobinismo (Montevideo, 1906)
- Motivos de Proteo (Montevideo, 1909)
- El mirador de Próspero (Montevideo, 1913)[1]
- El camino de Paros (Barcelona, 1918, posthum)
- Epistolario (Paris, 1921, posthum).
- Nuevos motivos de Proteo (Barcelona, 1927, posthum)
- Últimos motivos de Proteo (Montevideo, 1932, posthum)